# Гутурама пурпуровоголова
Гутура́ма пурпуровоголова (Euphonia chlorotica) — вид горобцеподібних птахів родини в'юркових (Fringillidae). Мешкає в Південній Америці.

## Опис

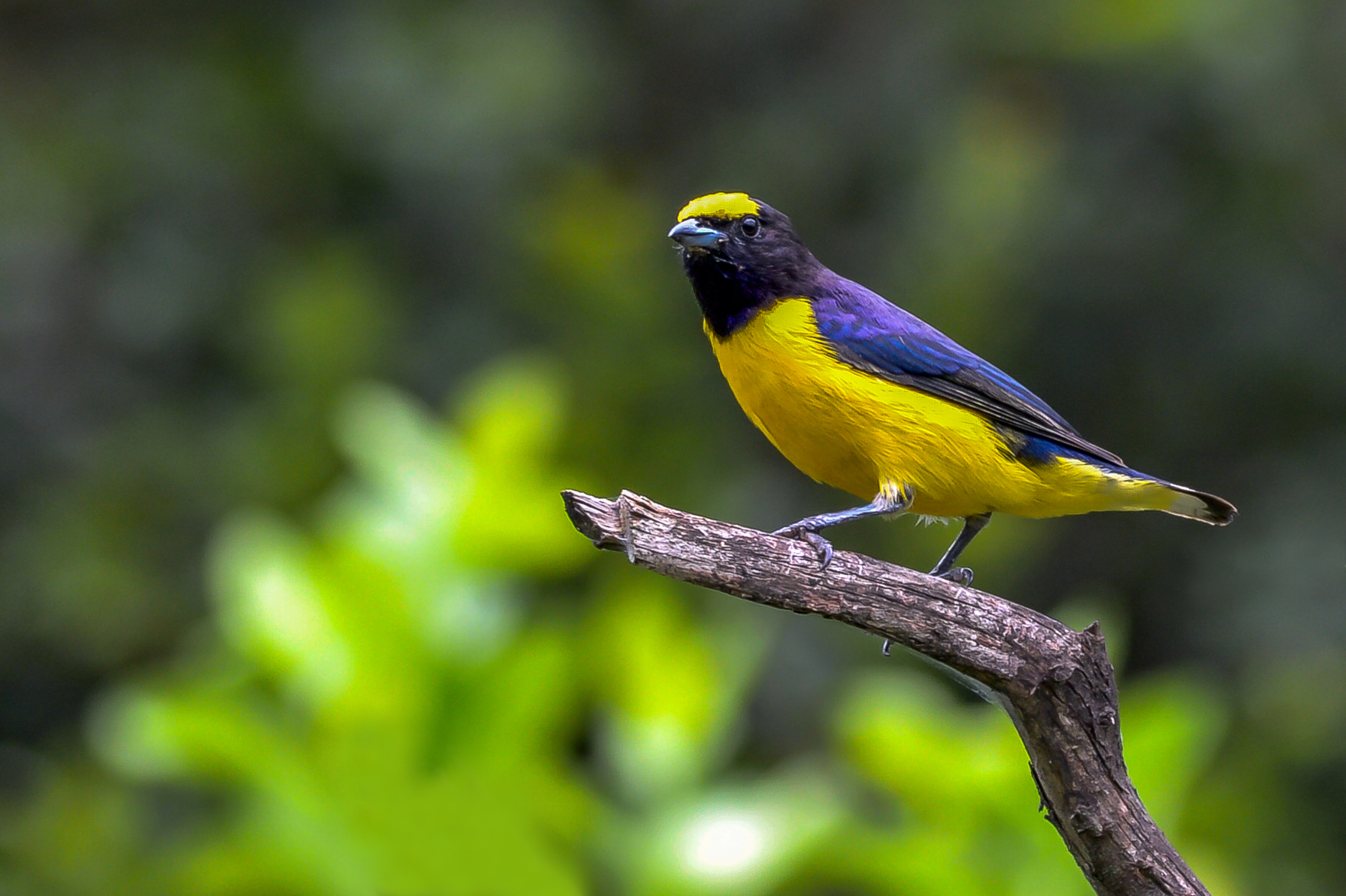
Самець пурпуровоголової гутурами

Довжина птаха становить 9-10 см, вага 8-14,3 г. Виду притаманний статевий диморфізм. У самців голова, горло, спина, крила і хвіст чарні з фіолетовим або зеленим металевим відблиском. Нижня частина тіла і боки золотисто=жовті, на лобі золотисто-жовта пляма, гузка білувата. У самиць верхня частина тіла оливково-зелена, нижня частина тіла жовтувата обо біла, боки жовтуваті. Очі темно-карі, дзьоб і лапи чорнуваті.

## Таксономія
В 1760 році французький зоолог Матюрен Жак Бріссон включив опис пурпуровоголової гутурами до своєї книги "Ornithologie", описавши птаха за зразком із Каєнни (Французька Гвіана). Він використав французьку назву Le tangara noir et jaune de Cayenne та латинську назву Tangara Cayanensis Nigrolutea. Однак, хоч Бріссон і навів латинську назву, вона не була науковою, тобто не відповідає біномінальній номенклатурі і не визнана Міжнародною комісією із зоологічної номенклатури. Коли в 1766 році шведський натураліст Карл Лінней випустив дванадцяте видання своєї Systema Naturae, він доповнив книгу описом 240 видів, раніше описаних Бріссоном. Одним з цих видів була пурпуровоголова гутурама, для якої Лінней придумав біномінальну назву Tanagra chlorotica. Пізніше пурпуровоголову гутураму було переведено до роду Гутурама (Euphonia), введеної французьким зоологом Ансельмом Гаетаном Демаре у 1806 році.

### Підвиди
Виділяють п'ять підвидів:
- E. c. cynophora (Oberholser, 1918) — східна Колумбія, південна Венесуела і північна Бразилія;
- E. c. chlorotica (Linnaeus, 1766) — Гвіана, північно-східна і східна Бразильська Амазонія;
- E. c. amazonica Parkes, 1969 — долина Амазонки (від південно-східної Колумбії до гирла Тапажоса);
- E. c. taczanowskii Sclater, PL, 1886 — Перу і північна Болівія;
- E. c. serrirostris d'Orbigny & Lafresnaye, 1837 — від південно-східної Болівії і південної Юолівії до північної Аргентини.

## Поширення і екологія
Пурпуровоголові гутурами мешкають в Колумбії, Венесуелі, Гаяні, Суринамі, Французькій Гвіані, Бразилії, Еквадорі, Перу, Болівії, Парагваї, Уругваї і Аргентині. Вони живуть в різноманітних природних середовищах — у вологих і сухих тропічних лісах, в заболочених і мангрових лісах, в чагарникових заростях, рідколіссях і саванах, на болотах і луках, на полях, пасовищах і плантаціях, в парках і садах. Зустрічаються парами або невеликими зграйками по 3-4 птаха, переважно на висоті до 1200 м над рівнем моря. Часто приєднуються до змішаних зграй птахів.
Пурпуровоголові гутурами живляться переважно ягодами омели і цекропії та плодами аннононових рослин, а також іншими ягодами і плодами, іноді доповнюють свій раціон дрібними безхребетними. Початок сезону розмноження різниться в залежності від регіону. Гніздо кулеподібне, будується самицею і самцем. Воно складається з зовнішньої частини, сплетеної з гілочок, лишайників і рослинних волокон і внутрішної, встеленої мохом, пухом або іншим м'яким матеріалом. В кладці 3-4 яйця. Інкубаційний період триває приблизно 2 тижні. Пташенята покидають гніздо через 3 тижні після вилуплення, однак батьки продовжують піклуватися про них ще деякий час. Насиджує лише самиця, за пташенятами доглядають і самиці, і самці.